# 107 (число)
107 (Сто сім) — натуральне число між  106 та  108.

## У математиці
- 28-ме просте число

## У науці
- Атомний номер  борію

## У спорті
- Правило 107% — правило Формули-1, що діє в  сезоні 2011 (також діяло з 1996 по 2002 рік), що застосовується до деяких серіях і тепер.

## В інших областях
- 107 рік, 107 до н. е.
- ASCII-код символу «k»